# Rodrigo de Melo, 1.º Marquês de Ferreira
Rodrigo de Melo (1468 - Évora, 1545), nobre português. Foi 5.º Senhor de Cadaval e Peral, 2.º Senhor de Tentúgal, Póvoa e Buarcos, 6.º Senhor de Ferreira de Aves e 5.º Senhor de Arega, 3.º Senhor da Quinta de Água de Peixes, que veio a ser 1.º Conde de Tentúgal com tratamento de Sobrinho (por decreto do rei Manuel I de Portugal, de 1504) e 1.º Marquês de Ferreira de juro e herdade (por decreto do rei João III de Portugal, de 1533). Foi o tronco da Casa de Cadaval.

## Dados genealógicos
Era filho de Álvaro de Bragança, 4.º Senhor de Cadaval e Peral, 1.º Senhor de Tentúgal, Póvoa e Buarcos, e de sua mulher Filipa de Melo, 5.ª Senhora de Ferreira de Aves, 4.ª Senhora de Arega e 2.ª Senhora da Quinta de Água de Peixes.
Casou em primeiras núpcias com Leonor de Almeida Pereira (1510), filha do 1.º vice-rei da Índia, D. Francisco de Almeida.
Filhos do Casamento I:
- Álvaro de Melo casado com Maria de Vilhena[1].
- Francisco de Melo, 2.º marquês de Ferreira, casado com Eugénia de Bragança. Pais de Constantino de Bragança, e avôs de Francisco de Melo, 1.° conde de Assumar.
- Filipa de Vilhena casada com Álvaro da Silva, 3.º conde de Portalegre.
- Isabel de Vilhena, sem geração.
- Joana de Vilhena, religiosa clarissa do Mosteiro de Jesus de Setúbal[2].

Casou em segundas núpcias, com Brites de Menezes e Almada (1530), filha de Antão de Almada e neta de Fernando de Almada (2.º conde de Avranches).
Filhos do Casamento II:
- Álvaro de Melo, clérigo.
- Maria de Melo casada com Constantino de Bragança, 7.º vice-rei da Índia[4].